# Buzău International Arts Festival
 Buzău International Arts Festival
Buzău International Arts Festival este un festival cultural de anvergură internațională, organizat anual în municipiul Buzău, România. Evenimentul aduce în prim-plan diverse forme de exprimare artistică, incluzând teatru, film, arte vizuale, literatură și muzică. Festivalul atrage artiști, scriitori și interpreți din România și Europa și oferă publicului o platformă de interacțiune cu arta contemporană.

## Istoric
Festivalul a fost inaugurat în anul 2021, ca o inițiativă de promovare a culturii și de susținere a creației artistice. De-a lungul anilor, acesta a evoluat semnificativ, atrăgând un număr tot mai mare de participanți și și-a diversificat oferta culturală. Evenimentul a devenit un punct de referință în peisajul cultural național și internațional.
Festivalul reunește un număr impresionant de domenii artistice și are ca puncte centrale filmul și teatrul. Misiunea sa este de a promova evenimente artistice de înaltă calitate și de a aduce artele și cultura europeană mai aproape de publicul din întreaga Românie. 
BIAF este un festival acreditat EFFE, sigiliul de calitate al Europei pentru festivalurile de artă remarcabile, care demonstrează angajamentul lor în domeniul artelor, implicarea în comunitate și deschiderea internațională. 

## Organizare
Festivalul este organizat de către Asociația Culturall și Asociația Bulevardul Culturii, în colaborare cu diverse instituții culturale, sponsori și parteneri media. Edițiile festivalului includ evenimente desfășurate în diferite locații din oraș, precum teatre, galerii de artă, cinematografe și spații publice.
Bazele festivalului au fost puse de către buzoienii Mihaela Constantinescu (regizor și manager cultural), Irinel Constantinescu - Martin (producător de teatru și manager cultural), Cristian Martin (actor, producător de teatru și buzoian „adoptat”) și Theodor Tudose (fotograf și regizor). 
Ediția din 2024 a avut loc între 23 august și 20 septembrie și a transformat orașul Buzău într-un centru cultural vibrant. Programul a inclus o selecție eclectică de filme, spectacole de teatru, spectacole stradale, evenimente pentru copii, concerte, expoziții și evenimente literare. Festivalul a reunit două evenimente de tradiție: Festivalul Internațional de Film Buzău - BUZZ IFF și Festivalul Internațional de Teatru Independent COMIC 7 B, ambele ajunse la cea de-a noua ediție. 
BUZZ International Film Festival] (BUZZ IFF), parte integrantă a BIAF, este un festival de film dedicat cineaștilor din Europa, inclusiv Israel. Festivalul își propune să apropie publicul de filmul de artă european și să aducă în fața spectatorilor actori, regizori, producători, critici de film de cel mai înalt calibru, în cadrul unor întâlniri memorabile și discuții atractive cu și despre film. Ediția a 9-a a BUZZ IFF s-a desfășurat între 23 august și 20 septembrie 2024 și a oferit o platformă pentru prezentarea și promovarea filmelor europene, prezentând în fața publicului peste 50 de filme în competiția oficială, din peste 3000 de producții înscrise.
 Festivalul Internațional de Teatru Independent COMIC 7 B], componentă esențială a BIAF, este dedicat teatrului independent, cu scopul de a promova teatrul și artiștii independenți din țară și din Europa. Ediția a 9-a a COMIC 7 B s-a desfășurat între 23 august și 20 septembrie 2024, și a adus în fața publicului șase spectacole remarcabile selectate din peste 110 înscrieri din România, Marea Britanie, Grecia, Italia, Franța și Israel. Spectacolele s-au desfășurat la sala Teatrului George Ciprian și la Centrul Muzeal I.C. Brătianu. 

## Program și activități
Festivalul propune o gamă variată de activități culturale, incluzând:
- Spectacole de teatru susținute de trupe locale și internaționale;
- Proiecții de filme artistice și documentare;
- Expoziții de arte vizuale, inclusiv pictură, sculptură și fotografie;
- Lansări de carte și sesiuni de lectură cu autori recunoscuți;
- Concerte și recitaluri muzicale;
- Ateliere și conferințe tematice dedicate publicului interesat.

## Ediții anterioare
Ediția 2024 
l Ediția din 2024] a avut loc între 20 august și 20 septembrie și a continuat tradiția de a transforma orașul Buzău într-un centru cultural vibrant. Programul a inclus o selecție eclectică de filme, spectacole de teatru, spectacole stradale, evenimente pentru copii, concerte, expoziții și evenimente literare. Festivalul a reunit două evenimente de tradiție: Festivalul Internațional de Film Buzău - BUZZ IFF și Festivalul Internațional de Teatru Independent COMIC 7 B, ambele ajunse la cea de-a noua ediție.
Din 2024, BIAF a inițiat Premiul de Excelență în domeniul artelor. Primul laureat al acestui premiu a fost, în anul 2024, probabil cea mai cunoscută personalitate a lumii filmului din România, Irina Margareta Nistor. 
Ediția 2023
 A treia ediție a BIAF] a avut loc între 20 august și 15 septembrie 2023. Invitatul special al ediției din 2023 a fost faimosul actor american Armand Assante cunoscut pentru rolurile sale din filme precum: "Gotti", "The Odyssey" sau "American Gangster". Acesta a fost prezent la Buzău între 10 și 14 septembrie, când a participat la proiecția specială a filmului „California Dreamin' - Nesfârșit”, în regia regretatului Cristian Nemescu, urmată de o sesiune de întrebări și răspunsuri cu publicul, moderată de Irina Margareta Nistor.
Festivalul a continuat să promoveze artele și cultura europeană, oferind publicului o gamă variată de evenimente artistice de înaltă calitate: concerte, spectacole de teatru, sute de proiecții de film, întâlniri cu vedete, evenimente pentru copii, expoziții de fotografie și artă plastică, ateliere și workshopuri, evenimente de artă stradală, interdisciplinare etc. 
Ediția 2022
 A doua ediție a BIAF] s-a desfășurat între 20 august și 20 septembrie 2022. Festivalul a continuat să promoveze artele și cultura europeană, oferind publicului o gamă variată de evenimente artistice de înaltă calitate. 
Din 2022 BIAF include secțiunile BIAF Gallery - secțiune dedicată expozițiilor de fotografie și artă plastică, BIAF Kids - un festival de trei zile dedicat celor mai mici spectatori, BIAF Lit - o secțiune dedicată literaturii și BIAF Talks, o platformă dedicată sesiunilor masterclass cu personalități ale artei din România și Europa. 
Invitatul special al ediției 2022 a fost actorul italian Michele Placido. 
Ediția 2021
 Prima ediție a BIAF] a avut loc între 25 august și 25 septembrie 2021 și a transformat orașul Buzău într-un centru cultural vibrant. Programul a inclus o selecție eclectică de filme, spectacole de teatru, spectacole stradale, evenimente pentru copii, concerte, expoziții și evenimente literare. Festivalul a reunit două evenimente de tradiție: Festivalul Internațional de Film Buzău - BUZZ IFF și Festivalul Internațional de Teatru Independent COMIC 7 B.
Invitatul de onoare al BIAF 2021 a fost actorul de renume mondial Franco Nero
Vedete Invitate
La primele patru ediții, BIAF a avut onoarea de a găzdui personalități marcante din lumea artistică. Printre vedetele invitate la BIAF s-au numărat actorii Franco Nero, Michele Placido, actorul american Armand Assante, precum și numeroase alte personalități din România și din lume: Matei Vișniec, Alexander Hausvater, Marcel Iureș, Irina Margareta Nistor, Mimi Brănescu, Ion Nedelcu – NED, Vadim Ghirdă, Igor Bergler, Mihai Mărgineanu, Ion Ionuț Ciocia, Marius Chivu, Adelin Petrișor, Claudiu Bleonț, Anca Sigartău, Isabella Gullo, Roberto Fia, Ovidiu Niculescu, Georgia Tsangarakis, Haris Germanidis, George Kalomenopoulos, Daphna Levy, Tudor Giurgiu, Alexandru Solomon, Bogdan Farcaș, Cătălin Cățoiu, Paula Chirilă, Adrian Păduraru, Vlad Udrescu, Alexandru Bindea, MIHAIL, Compact, Partizan, Phoenix, Nicu Covaci, Ovidiu Lipan Țăndărică, Marius Mihalache, Nae Caranfil, Damian Drăghici și mulți alții. 
Voluntari
BIAF este cel mai mare promotor al voluntariatului din regiune. Anual, sute de tineri din Buzău și împrejurimi fac parte din povestea BIAF și contribuie la realizarea festivalului în fiecare zi. Voluntarii BIAF sunt mai ales liceeni ai liceelor din Buzău, iar participarea lor într-un număr foarte mare la realizarea unui eveniment internațional de amploare le oferă o perspectivă nouă și o experiență de neegalat, precum și multiple oportunități de dezvoltare în viitoarele cariere.

## Impact și recunoaștere
Buzău International Arts Festival a devenit unul dintre cele mai importante evenimente culturale din România, contribuind la promovarea orașului Buzău pe scena artistică internațională. Festivalul a fost apreciat de critici și de public pentru diversitatea și calitatea actelor artistice prezentate. Prin colaborări cu instituții culturale internaționale, festivalul a reușit să creeze oportunități pentru artiștii locali de a se afirma într-un context global.

## Perspective
BIAF și-a propus să devină o destinație de referință pentru toți pasionații de arte și cultură din întreaga lume, așadar este, an de an, o platformă deschisă pentru artiști și creatori europeni, care au astfel ocazia de a-și prezenta arta și de a interacționa cu publicul român.